# Chico da Pesca
Paulo Sergio Souza, também conhecido como Chico da Pesca, (Igarapé-Miri, 12 de dezembro de 1961) é um servidor público e político brasileiro filiado ao Partido dos Trabalhadores (PT). Foi deputado estadual do Pará.

## Biografia
Paulo nasceu em Igarapé-Miri, município localizado no interior do estado do Pará, no ano de 1961. Começou a atuar como servidor público, trabalhando em braços estatais voltados para a fomentação e regulação da área da pesca.

### Política
Filiou-se ao Partido dos Trabalhadores (PT), e candidatou-se ao cargo de deputado estadual pelo partido, recebendo 49.702 votos, tornando-se o mais votado do partido e quinto candidato mais votado no pleito em sua primeira participação político-partidária.
Com sua cadeira na Assembleia Legislativa do Pará (ALEPA), foi cassado em agosto de 2011 pelo Tribunal Regional Eleitoral do Pará (TRE-PA) por unanimidade, após ter sido acusado de ter utilizado a máquina pública, entre os anos de 2007 e 2009, de registro de pescas de maneira irregular visando garantir votos e apoio no pleito de 2010. Foi substituído pelo também petista Alfredo Costa. No ano de 2012, tentou recurso junto ao Tribunal Superior Eleitoral (TSE), mas não obteve êxito.
Mesmo cassado, em 2014, filiado ao Partido Republicano da Ordem Social (PROS), tentou retornar a ALEPA, mas teve sua candidatura indeferida. No ano de 2018, novamente alterou de partido, migrando para o Partido Trabalhista Cristão (PTC), visando uma cadeira na Câmara dos Deputados do Brasil, tendo novamente sua votação anulada pelo TSE.
Em junho de 2022, o Tribunal Regional Federal da 1ª Região (TRF-1), localizado em Brasília, condenou Chico em dezesseis anos de reclusão pelo uso da máquina pública, em 2010, visando lograr vantagens indevidas do ponto de vista eleitoral. Com recurso, conquistou o direito de candidatar-se por uma vaga na Câmara dos Deputados, após retornar ao PT, onde recebeu 7.438 votos, não sendo eleito.